# Whareatea (fleuve)
Le fleuve Whareatea  ( anglais : Whareatea River) est un cours d’eau de la région de la West Coast dans l’Île du Sud de la Nouvelle-Zélande.

## Géographie
Elle s’écoule vers le nord-ouest pour atteindre la Mer de Tasman à 5 kilomètres à l’est de Westport.